# KPNX
KPNX est une station de télévision américaine située à Phoenix (Arizona) appartenant à Tegna Inc. et affiliée au réseau NBC.

## Histoire
La station a été lancée le 23 avril 1953 sous les lettres KTYL-TV par les propriétaires de la radio KTYL et s'est affilié au réseau NBC. Le propriétaire de la radio KTAR a fait l'acquisition de la station en 1955 et a changé les lettres pour KVAR et est devenu KTAR-TV quatre ans plus tard. Combined Communications a fusionné avec Gannett en 1979, mais la vente étant conditionnée à se départir de la station de radio, la station est devenue KPNX.
KPNX a commencé à diffuser en mode numérique en juin 2000. Le service NBC Weather Plus a été lancé à la fin décembre 2005 et a présenté les nouvelles en haute définition le 2 novembre 2006.

## Télévision numérique terrestre
| Canal virtuel | Image | Ratio | Programmation                          |
| ------------- | ----- | ----- | -------------------------------------- |
| 12.1          | 1080i | 16:9  | Programmation principale KPNX / NBC HD |
| 12.2          | 480i  | 16:9  | 12 News Weather (en)                   |
| 12.3          | 480i  | 16:9  | Justice Network (en)                   |
| 12.4          | 480i  | 16:9  | Quest (en)                             |
| 35.3          | 480i  | 16:9  | getTV (en)                             |